# アセチルサリチル酸デアセチラーゼ
アセチルサリチル酸デアセチラーゼ(Acetylsalicylate deacetylase、EC 3.1.1.55)は、以下の化学反応を触媒する酵素である。
アセチルサリチル酸 + 水{\displaystyle \rightleftharpoons }サリチル酸 + 酢酸塩
従って、基質はアセチルサリチル酸と水の2つ、生成物はサリチル酸と酢酸塩の2つである。
この酵素は加水分解酵素に分類され、特にエステル結合に作用する。系統名は、アセチルサリチル酸 O-アセチルヒドロラーゼ(acetylsalicylate O-acetylhydrolase)である。アスピリンエステラーゼ(aspirin esterase)等とも呼ばれる。